# Wilhelm-Raabe-Schule (Hannover)
Die Wilhelm-Raabe-Schule ist ein Gymnasium in Hannover. Seine Geschichte reicht zurück bis in das Jahr 1790.

## Profil der Schule heute
Die Wilhelm-Raabe-Schule ist heute ein koedukatives Gymnasium für die Jahrgänge 5 bis 13. Ein bilingualer Unterricht ist möglich; die Schule „ist als CertiLingua-Schule gemäß den Bestimmungen des CertiLingua-Exzellenzlabels anerkannt“. Regelmäßig lassen Eleven der Schule ihre französischen Sprachkenntnisse über das DELF-Programm offiziell über den Landesverband der Volkshochschulen in Niedersachsen zertifizieren, was ihnen „auch den direkten Zugang zu französischen Hochschulen ermöglicht“.
Als „Stützpunktschule“ der HannoverGEN steht den Schülern für Experimente mit Molekularbiologie und Biotechnologie ein modernes Labor zur Verfügung.
Im Rahmen von uniKIK hat die Schule eine „Kooperationsvereinbarung mit der Leibniz Universität Hannover zur Anerkennung von Arbeitsgemeinschaften“ der Schüler abgeschlossen.
Im Sinne der „Welt-Zoo-Naturschutzstrategie“ wird seit 1965 mit der Zooschule Hannover zusammengearbeitet, die dem Schulbiologiezentrum Hannover angegliedert ist.
Neben einem Elternrat gibt es einen Förderverein, dessen Vorsitz Dietrich Meyer-Ravenstein innehat.
Den Schülern wird darüber hinaus eine Cafeteria geboten. Die Schülerzahl betrug 899 (Stand 2008).

## Geschichte

### Vorgeschichte(n) ab 1787
Nachdem im Kurfürstentum Hannover „der für das Schulwesen engagierte Johann Christoph Salfeld 1787 eigenmächtig eine Hof-Schule für Söhne Königlicher Bediensteter“ in Hannover gegründet hatte, ersuchte er drei Jahre später seinen Landesherrn und Kurfürsten, den in London residierenden King George III. um Erlaubnis zur Führung der „Hofsöhneschule“. Naheliegenderweise genehmigte der Souverän des British Empire 1790 auch die Gelder für die anderen Kinder der Angehörigen des Hofstaats, so dass auch eine „Hoftöchterschule“ eröffnet werden konnte.
Die Jungen und Mädchen wurden zwar im selben Haus, aber nebeneinander unterrichtet, in einem Gebäude an der Ecke Burgstraße/Marstallstraße.
Noch im Königreich Hannover wurden 1853 beide Schulen von der Stadt Hannover übernommen und als „Höhere Bürgerschule“ für Jungen und „Höhere Töchterschule“ für Mädchen fortgeführt. Ebenso wie die 1854 gegründete „Höhere Mädchenschule“ (heute: Sophienschule) in Linden hatten die Schulen jedoch noch den Charakter lediglich einer Mittelschule.
Gut ein Jahr darauf übersiedelte 1854 die Höhere Töchterschule aus den „schlechten räumlichen Verhältnissen“ beim Marstall in ein neues Schulgebäude „am neuen Aegidientor, […] ungefähr am südlichen Ausgang der jetzigen Prinzenstraße“.
Im November 1856 wurde ein „Lehrerinnen-Seminar“ (später „Oberlyzeum“ genannt) mit dem Schulbetrieb „verbunden, dem dann auch eine »Fortbildungsanstalt für erwachsene junge Mädchen« angegliedert wurde“; 16 bis 25 Jahre alte Absolventinnen der Schule, die dann dort zu Lehrerinnen und Erzieherinnen ausgebildet wurden.
Ebenfalls 1856 erhielt Auguste Metz (s. u.) vom Magistrat der Stadt Hannover die Erlaubnis, den Schülerinnen dort „Privatunterricht im Turnen zu erteilen“.

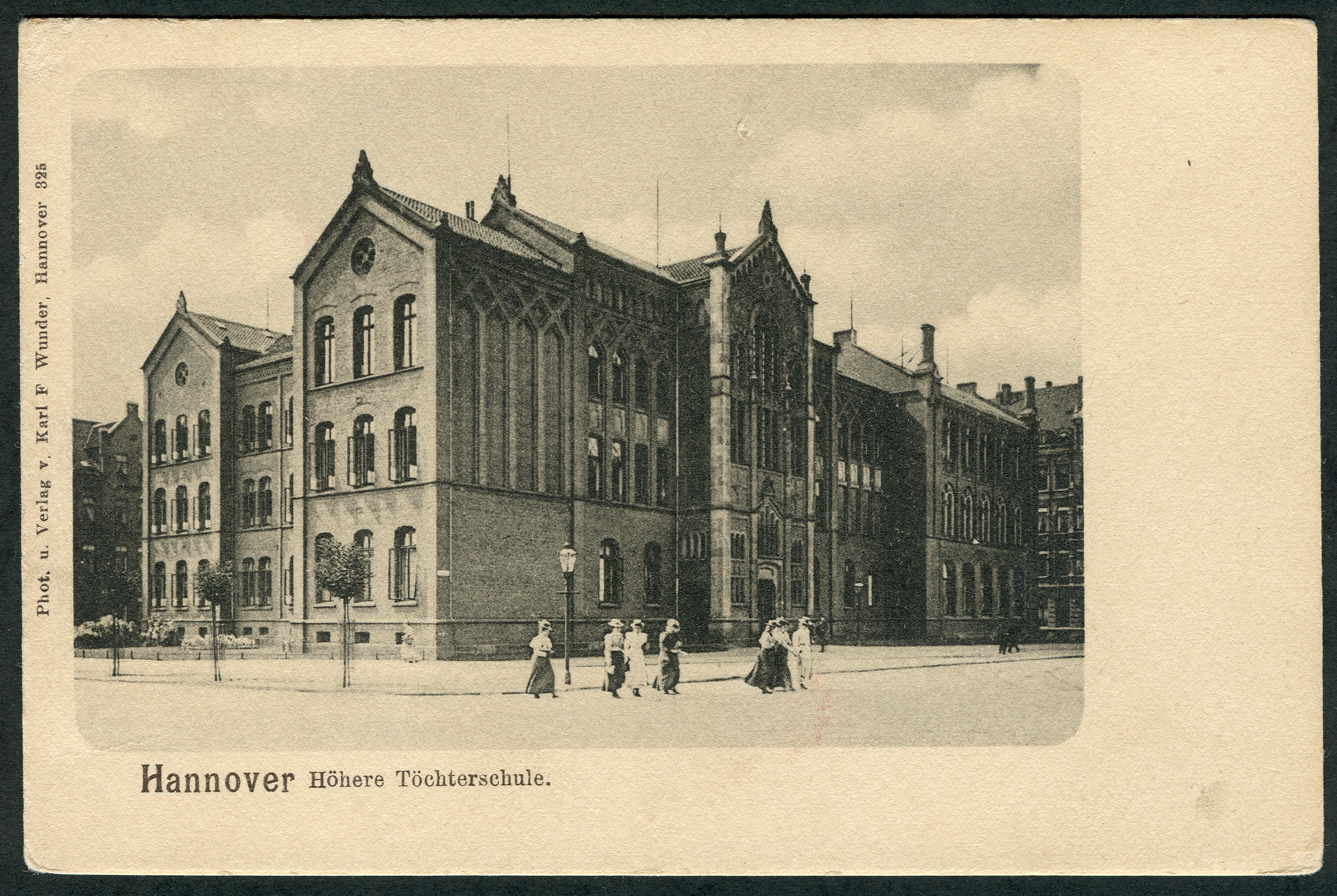
Die „Höhere Töchterschule“ um 1898
Ansichtskarte Nr. „325“ von Karl F. Wunder

Ob der steigenden Schülerinnenzahlen und aufgrund mangelhafter Räumlichkeiten wurde 1865/66 wiederum ein neues Schulgebäude erbaut, in der Formensprache der Neoromanik an der Straße „Am Graben 9 (spätere Bezeichnung „Friedrichstraße 1 C“, etwa der heutige Friedrichswall)“. Der Bau wurde am 15. Oktober 1867 eingeweiht, musste aber schon 1872 erheblich erweitert werden durch den Anbau von zwei Seitenflügeln. Doch bald drohte durch die ständig weiter steigende Zahl der Anmeldungen abermals eine Überfüllung, und so wurde in der Nordstadt um Ostern 1879 die „Höhere Töchterschule II“ (das heutige Gymnasium Schillerschule) gegründet, der 1897 die dritte ihrer Art folgte (in der Oststadt, die heutige Sophienschule).
Ab 1879 (bis 1898) unterrichtete der Chorleiter und Komponist Wilhelm Bünte (s. u.) an der nun schon als „Höhere Töchterschule I“ unterschiedenen Bildungseinrichtung.
Unterdessen erfuhr die älteste der drei Schulen, später auch „Lyzeum I“ genannt, mit dem Anbau einer Doppelturnhalle 1895/96 ihre bauliche Vollendung.

### Die Schule ab 1908

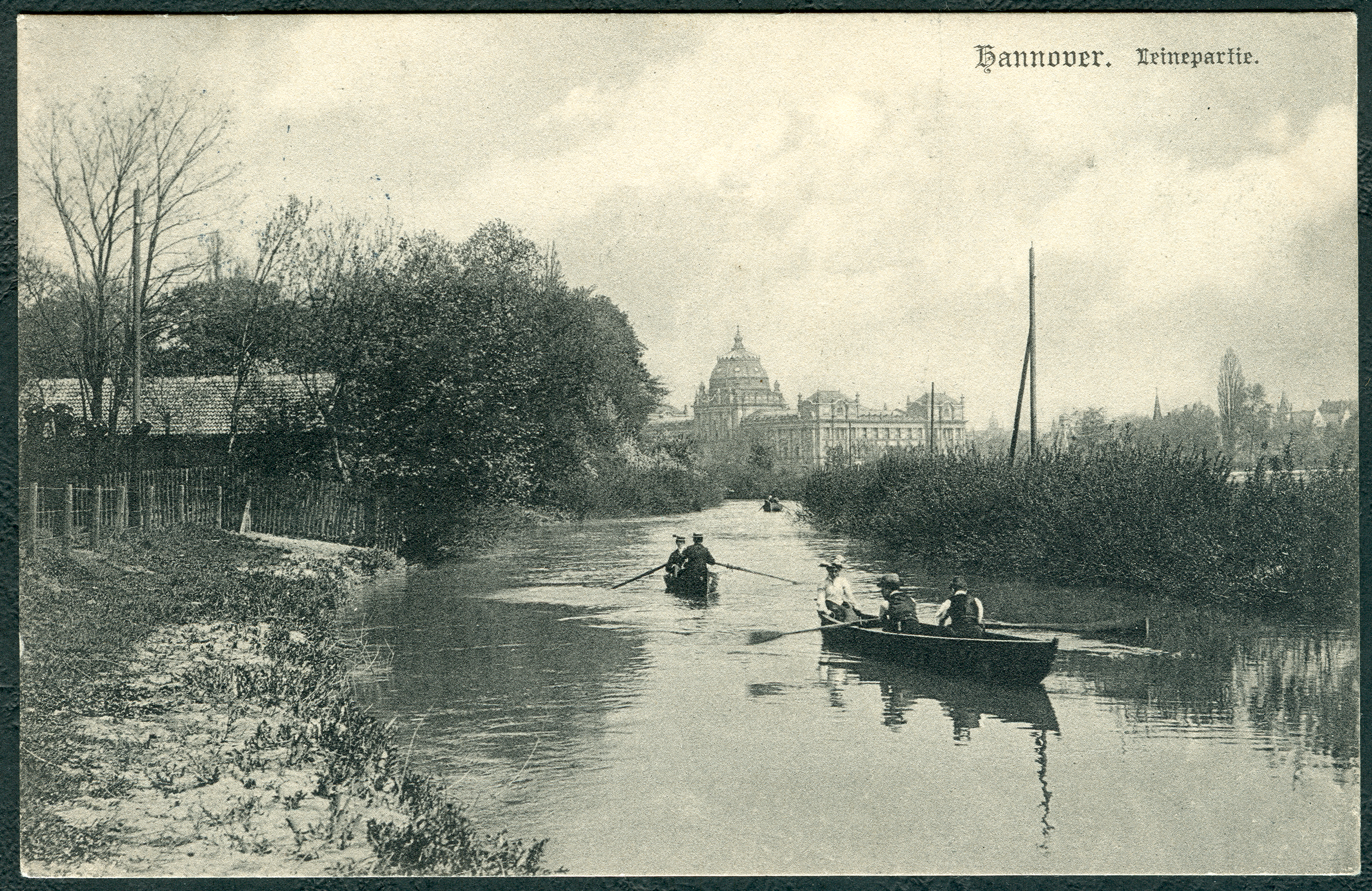
Um 1905: Blick über die Leine in Richtung des Provinzialmuseums mit seiner noch unzerstörten Kuppel. Rechts daneben der noch unverstellte Blick zum Bauplatz der Wilhelm-Raabe-Schule.
Ansichtskarte Nummer „990“ von Karl F. Wunder

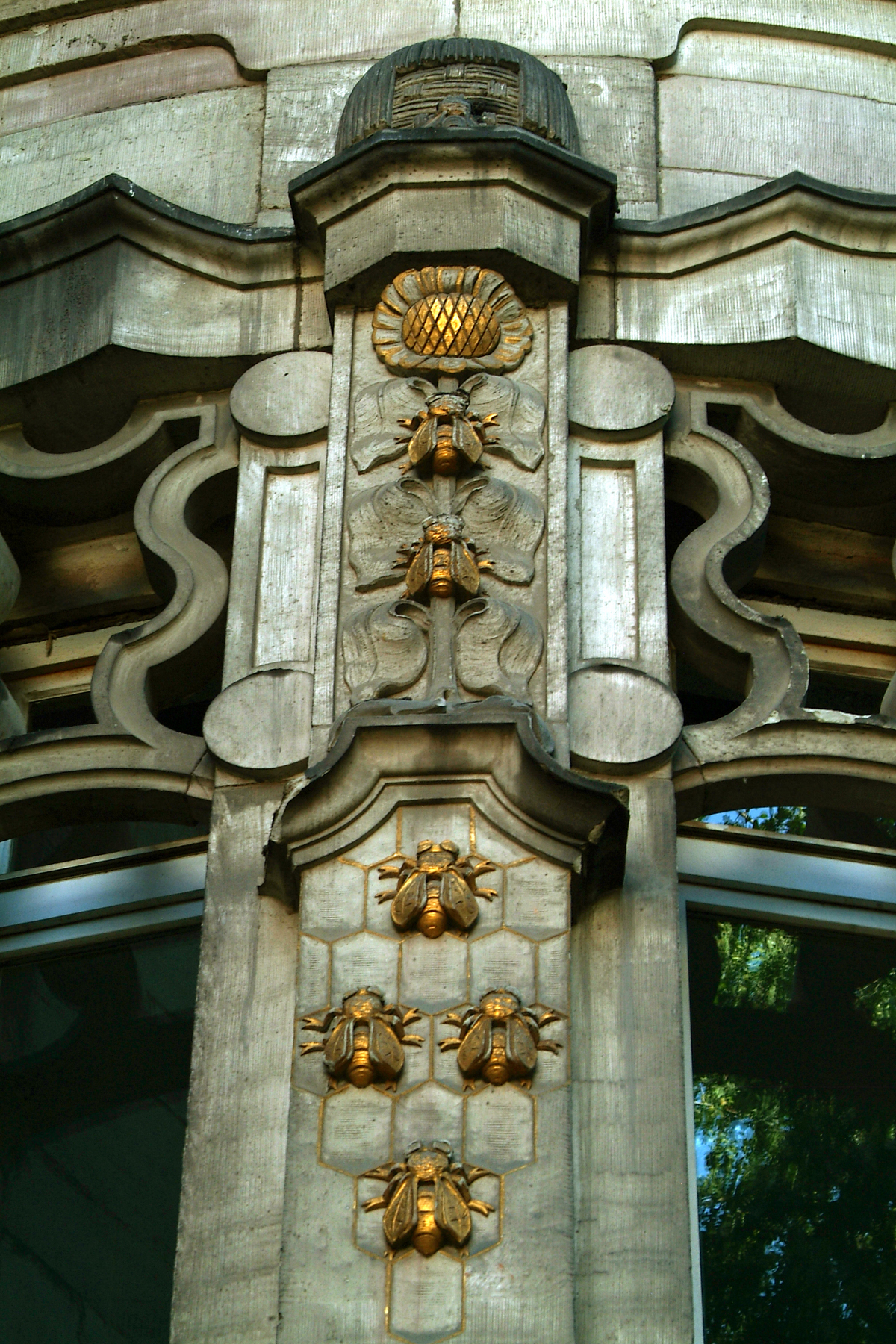
Jugendstil-Dekor am Gebäude mit symbolisiertem Bienenfleiß durch Bienen, die zur Sonnenblume gelangen

1908 brachte die Preußische Mädchenschulreform „die Gleichstellung der höheren Mädchenschulen“ mit denen der Knaben und damit die Erlaubnis, ebenfalls Reifezeugnisse zu vergeben. Noch im selben Jahr wurde das neue Schulgebäude an der Langensalzastraße als „Höhere Töchterschule I, Lehrerinnenbildungsanstalt und Elisabethschule“ durch die Architekten Carl Wolff und Otto Ruprecht vollendet. Nun konnten die Nutzerinnen in das neue Gebäude unweit des Provinzialmuseums (heute: Niedersächsisches Landesmuseum) einziehen. Bauherr war die Stadt Hannover, die diese Eigenschaft mit dem Kleeblatt an der Fassade symbolisieren ließ, in Stein gemeißelt über dem sogenannten „Lehrer-Eingang“. Im Kontrast zu den historisierenden Verwaltungsbauten seiner Zeit drückt sich die Architektur des denkmalgeschützten Gebäudes jedoch in der Formensprache des Jugendstils aus. Die Vorhallen und die Treppenhäuser im Inneren sind noch heute in der Original-Gestaltung erhalten.
Die Erschütterungen des Ersten Weltkriegs wirkten sich kaum auf die Schule aus, und so setzte ab 1919 eine weitere Aufwärtsbewegung ein. 1923 wurde ein Kindergärtnerinnen- und Hortnerinnenseminar angegliedert zur Ausbildung von Frauen nach der Mittleren Reife. Nachdem jedoch für die Ausbildung der Lehrerinnen an Volks- und Mittelschulen eigene „Pädagogische Akademien (in Preußen 1926)“ gegründet wurden, wurde die „Lehrerinnen-Bildungsanstalt“ organisatorisch und räumlich aus dem Schulgebäude ausgegliedert.
Erst im Dritten Reich erhielt die Schule 1936 ihren heutigen Namen: Der damalige Direktor Hans Roeder (s. u.), ein Raabe-Forscher und -Liebhaber, hatte die Benennung der Schule nach dem Schriftsteller Wilhelm Raabe vorgeschlagen, die dann 1937 zur „Oberschule für Mädchen“ wurde. Vorgesehen war, wie seinerzeit an allen höheren Schulen in Deutschland, das Abitur nach 12 Jahren Schulzeit.

### Zweiter Weltkrieg und Wiederaufbau
Im Zweiten Weltkrieg brachten die Luftangriffe auf Hannover in der Nacht vom 8. auf den 9. Oktober 1943 einen vernichtenden Schlag gegen die Stadt Hannover, mit dem auch das Schulgebäude erheblich zerstört wurde: „Das dritte Stockwerk brannte vollständig aus, und auch die schöne Aula mit der Orgel wurde ein Opfer der Flammen“.
„Nach dem Einmarsch der Amerikaner und dem Nachrücken der britischen Stadtmilitärregierung“ 1945 verfügte die Militärregierung zwecks Entnazifizierung zunächst eine Schließung aller Schulen auf unbestimmte Zeit, erlaubte den Schulunterricht dann aber zum 1. Oktober 1945 für die Unter- und Mittelstufen der Oberschulen und zum 22. November auch für die Oberstufen. Durch den nur teilzerstörten Schulbau der Wilhelm-Raabe-Schule standen mit diesem sowie denen der Sophien- und der Humboldtschule jedoch nur noch drei Schulgebäude in Hannover zur Verfügung, „in die sich jeweils vier höhere Schulen zu teilen hatten“. Zum Schulalltag gehörten daher „reduzierte Stundenzahlen und Schichtunterricht bis in die zweite Hälfte der [19]50er Jahre“, allerdings mussten nun 13 Schuljahre bis zum Abitur absolviert werden.
1946 wurde der Direktor der Wilhelm-Raabe-Schule Dr. Hans Roeder (s. u.) durch Oberstadtdirektor Gustav Bratke mit dem Amt des „Stadtschulrats“ betraut.
In den Jahren von Wiederaufbau und Wirtschaftswunder standen der Schule ab 1953 wieder alle Unterrichtsräume zur Verfügung einschließlich der neu gestalteten Aula. Zudem wurde 1956 ein „Lehrkindergarten“ an der Hohen Straße in Betrieb genommen, und schließlich erhielt die Schule in der Langensalzastraße 1966 ihr heutiges Aussehen.
Durch die Renovierung des Schulgebäudes und den Schichtunterricht konnten die Schülerzahlen kontinuierlich erhöht werden. Nun wurde die Elsa-Brändström-Schule abgetrennt, das „Seminar“ an die Hedwig-Heyl-Schule verlegt. Mit der Reform der Oberstufe erfolgte im Schuljahr 1976/77 der Beginn des Kurssystems. Zu guter Letzt wurden mit der Einführung der schulformunabhängigen Orientierungsstufe in Niedersachsen 1978 (bis 2003) die Jahrgänge 5 und 6 abgetrennt.
Doch in einem Punkt scheiterten die (Schul-)reformfreudigen 1970er Jahre an den Mauern der Wilhelm-Raabe-Schule: Die damalige Eltern- und Lehrerschaft hielt mit der Direktorin Anz engagiert an der Geschlechtertrennung fest. Erst 1985 wurden auch Jungen an der Schule zugelassen.
Seit dem Schuljahr 1990/91 werden bilinguale Klassen angeboten, in denen in den Fächern Sport, Erdkunde, Biologie und Sozialkunde in deutscher und englischer Sprache unterrichtet wird.
2012 ging die Wilhelm-Raabe-Schule einen Kooperationsvertrag mit der Stadtbibliothek Hannover ein, durch den „ab der 8. Jahrgangsstufe alle Schüler des Gymnasiums systematisch die Angebote der Bücherei kennenlernen“ sollen.

### Schulleiter
- 1967–1985: Ursula Anz[21]
- 1993–2007: Brigitte Schneider-Pachaly[11]
- 2007–2021: Martin Thunich[20]
- seit 2021: Matthias Brautlecht

## Persönlichkeiten der Schule

### Ehemalige Schüler
- Robert Dill (* 1982), Basketballspieler
- Fabian Ernst, Fußballspieler
- Milena Glimbovski, Unternehmerin
- Merle Hoch, Musicaldarstellerin
- Martina Krogmann, Journalistin, Politikwissenschaftlerin, ehemalige Bundestagsabgeordnete der CDU[22]
- Käte Walter, Dichterin

### Lehrer
- Wilhelm Bünte[13]
- Auguste Metz[13]
- Hans Roeder[18]
- Barbara Schmitt-Englert